# Asplenium × wangii
Asplenium × wangii là một loài dương xỉ trong họ Aspleniaceae. Loài này được C.M. Kuo mô tả khoa học đầu tiên năm 1988.